# Xavi Sastre
Xavier Sastre Mas (Palma de Mallorca, España, 6 de abril de 1961) es un entrenador español de baloncesto. Actualmente dirige al Hermanos Eulogio Pinturas y Decoración Santa Mónica.

## Trayectoria
Es un hombre con gran experiencia en el baloncesto español, fue entrenador de Básquet Mallorca y en 2011 consiguió el ascenso LEB Oro, tras una durísima serie a cinco partidos con River Andorra. Más tarde, dejaría atrás la tormentosa relación con Básquet Mallorca, en donde acumuló impagos de nóminas constantemente.
En 2013, firma como director deportivo del Palma Air Europa, la experiencia de Xavi será de gran ayuda al equipo.

## Clubes
- 2002-04 Drac Inca de liga LEB.
- 2004-05 Club Basquet Muro de liga EBA.
- 2007-08 Club Basquet Muro de la liga LEB2.
- 2008-11 Bàsquet Mallorca de la liga LEB.
- 2013-Actualidad Director deportivo del Palma Air Europa de la liga LEB.
- 2016-Actualidad Entrenador del Palma Air Europa de la liga LEB.